# Australian Open 1969
De 57e editie van het Australische grandslamtoernooi, het Australian Open 1969, werd gehouden van 20 tot en met 27 januari 1969. Voor de vrouwen was het de 43e editie. Het toernooi, dat het eerste Australisch nationaal tenniskampioenschap van het open tijdperk was, werd gespeeld in Milton, een wijk van Brisbane.

## Belangrijkste uitslagen
Mannenenkelspel

Finale: Rod Laver (Australië) won van Andrés Gimeno (Spanje) met 6–3, 6–4, 7–5
Vrouwenenkelspel

Finale: Margaret Court (Australië) won van Billie Jean King (VS) met 6–4, 6–1
Mannendubbelspel

Finale: Rod Laver (Australië) en Roy Emerson (Australië) wonnen van Ken Rosewall (Australië) en Fred Stolle (Australië) met 6–4, 6–4
Vrouwendubbelspel

Finale: Margaret Court (Australië) en Judy Tegart (Australië) wonnen van Rosie Casals (VS) en Billie Jean King (VS) met 6–4, 6–4
Gemengd dubbelspel

Margaret Court (Australië) en Marty Riessen (VS) eindigden ex aequo met Ann Haydon-Jones (VK) en Fred Stolle (Australië) (finale niet gespeeld)
Meisjesenkelspel

Winnares: Lesley Hunt (Australië)
Meisjesdubbelspel

Winnaressen: Patricia Edwards (Australië) en Evonne Goolagong (Australië)
Jongensenkelspel

Winnaar: Allan McDonald (Australië)
Jongensdubbelspel

Winnaars: Neil Higgins (Australië) en John James (Australië)
1905 · 1906 · 1907 · 1908 · 1909 · 1910 · 1911 · 1912 · 1913 · 1914 · 1915 · 1916–1918 · 1919 · 1920 · 1921 · 1922 · 1923 · 1924 · 1925 · 1926 · 1927 · 1928 · 1929 · 1930 · 1931 · 1932 · 1933 · 1934 · 1935 · 1936 · 1937 · 1938 · 1939 · 1940 · 1941–1945 · 1946 · 1947 · 1948 · 1949 · 1950 · 1951 · 1952 · 1953 · 1954 · 1955 · 1956 · 1957 · 1958 · 1959 · 1960 · 1961 · 1962 · 1963 · 1964 · 1965 · 1966 · 1967 · 1968
↓ open tijdperk ↓
1969 (m-v-md-vd-gd) · 1970 (m-v-md-vd) · 1971 (m-v-md-vd) · 1972 (m-v-md-vd) · 1973 (m-v-md-vd) · 1974 (m-v-md-vd) · 1975 (m-v-md-vd) · 1976 (m-v-md-vd) · jan 1977 (m-v-md-vd) · dec 1977 (m-v-md-vd) · 1978 (m-v-md-vd) · 1979 (m-v-md-vd) · 1980 (m-v-md-vd) · 1981 (m-v-md-vd) · 1982 (m-v-md-vd) · 1983 (m-v-md-vd) · 1984 (m-v-md-vd) · 1985 (m-v-md-vd) · 1986 · 1987 (m-v-md-vd-gd) · 1988 (m-v-md-vd-gd) · 1989 (m-v-md-vd-gd) · 1990 (m-v-md-vd-gd) · 1991 (m-v-md-vd-gd) · 1992 (m-v-md-vd-gd) · 1993 (m-v-md-vd-gd) · 1994 (m-v-md-vd-gd) · 1995 (m-v-md-vd-gd) · 1996 (m-v-md-vd-gd) · 1997 (m-v-md-vd-gd) · 1998 (m-v-md-vd-gd) · 1999 (m-v-md-vd-gd) · 2000 (m-v-md-vd-gd) · 2001 (m-v-md-vd-gd) · 2002 (m-v-md-vd-gd) · 2003 (m-v-md-vd-gd) · 2004 (m-v-md-vd-gd) · 2005 (m-v-md-vd-gd) · 2006 (m-v-md-vd-gd) · 2007 (m-v-md-vd-gd) · 2008 (m-v-md-vd-gd) · 2009 (m-v-md-vd-gd) · 2010 (m-v-md-vd-gd) · 2011 (m-v-md-vd-gd) · 2012 (m-v-md-vd-gd) · 2013 (m-v-md-vd-gd) · 2014 (m-v-md-vd-gd) · 2015 (m-v-md-vd-gd) · 2016 (m-v-md-vd-gd) · 2017 (m-v-md-vd-gd) · 2018 (m-v-md-vd-gd) · 2019 (m-v-md-vd-gd)  · 2020 (m-v-md-vd-gd) · 2021 (m-v-md-vd-gd) · 2022 (m-v-md-vd-gd) · 2023 (m-v-md-vd-gd) · 2024 (m-v-md-vd-gd) · 2025 (m-v-md-vd-gd)
Lijst van Australian Openwinnaars